# 吉村界人
吉村 界人（よしむら かいと、1993年2月2日 - ）は、日本の俳優。エヴァーグリーン・エンタテイメント所属。

## 来歴
1993年2月2日、東京都渋谷区生まれ。AB型。身長173cm、体重54kg。
二人兄弟の弟。幼い時にピアノやブルースハープをやっていた。父は元ボクサーで、母は油絵を描いていた。
高校卒業後、夜間の大学へ進学。学校近くの古本屋に通い本を読みあさったり、映画を見続ける日々を送っていた。悶々と時間を過ごすなか映画が好きで演技の世界へ憧れを持っていたため、舞台や映画のワークショップやオーディションに応募するようになる。
2013年9月、オフィス作初のワークショップオーディションに参加。500名以上の中より選ばれ所属となる。
2016年、主演作『太陽を掴め』が東京国際映画祭日本映画スプラッシュ部門にノミネートされた。
映画『モリのいる場所』では、樹木希林の“最後の愛弟子”として話題になったことがある。
2019年2月18日をもって所属していたオフィス作を退社し、2019年7月9日からエヴァーグリーン・エンタテイメント所属となった。

## 人物
人と話すことが好きな一方で人見知りな性格であるため「初対面の人に『機嫌が悪いから口数が少ないのかな？』と勘違いさせてしまうことが時々あり、反省することがあります」と取材の際には答えている。
好きな食べ物はピーナッツバター。好きな本は夏目漱石「こころ」、樋口毅宏「さらば雑司が谷」、五木寛之「青年は荒野をめざす」等。
趣味は映画鑑賞、読書。特技は卓球であり、中学時代に都大会個人戦で優勝歴を持っている。

## 出演

### 映画
- ほとりの朔子（2014年1月18日、深田晃司監督）
- ポルトレ PORTRAIT（2014年6月7日、内田俊太郎監督）主演
- 25 NIJYU-GO（2014年11月1日、鹿島勤監督）
- MIRACLE デビクロくんの恋と魔法 （2014年11月22日、犬童一心監督）
- 百円の恋（2014年12月20日、武正晴監督） - 西村 役
- ズタボロ（2015年5月9日、橋本一監督） - リョウ 役
- 夫婦フーフー日記（2015年5月30日、前田弘二監督）
- おかあさんの木（2015年6月6日、磯村一路監督）
- いいにおいのする映画（2016年2月6日、酒井麻衣監督） - 主演・カイト 役 [5]
- ちはやふる -上の句-（2016年3月19日、小泉徳宏監督）
- ディストラクション・ベイビーズ（2016年5月21日、真利子哲也監督）
- TOO YOUNG TO DIE! 若くして死ぬ（2016年6月25日、宮藤官九郎監督）
- 太陽を掴め（2016年12月24日、中村祐太郎監督）主演
- 牝猫たち  (2017年1月14日、白石和彌監督)
- 獣道（2017年7月15日、内田英治監督）
- お前はまだグンマを知らない（2017年7月22日、水野格監督） - 轟一矢 役
- 関ヶ原（2017年8月26日、原田眞人監督） - 松平忠吉 役[6]
- ビジランテ（2017年12月9日、入江悠監督） - 石原陸人 役[7]
- サラバ静寂（2018年1月27日、宇賀那健一監督） - 主演・ミズト 役[8]
- 谷崎潤一郎原案 / TANIZAKI TRIBUTE『悪魔』（2018年2月24日、藤井道人監督） - 主演・佐伯 役[9]
- モリのいる場所（2018年5月19日、沖田修一監督） - アシスタント・鹿島 役[10]
- ハッピーアイランド（2019年3月2日、渡邉裕也監督） - 主演・安田真也 役
- いちごの唄（2019年7月5日、菅原伸太郎監督）
- Diner ダイナー（2019年7月5日、蜷川実花監督） - ポリージャ 役
- わたしは光をにぎっている（2019年11月15日、中川龍太郎監督） - 新井稔仁 役[11]
- ミッドナイトスワン（2020年9月25日、内田英治監督） - キャンディ 役
- 蒲田前奏曲 第3番「行き止まりの人々」（2020年9月25日、安川有果監督）
- 情動（2020年第15回田辺弁慶映画祭上映作品、22年秋頃全国公開予定、林隆行監督） - 主演・マモル 役
- 滑走路（2020年11月20日、大庭功睦監督）[12]- 雨宮 役
- BOLT（2020年12月11日公開、林海象監督） - 根本 役
- プリテンダーズ（2021年10月16日公開、熊坂出監督） - 木瀬 役
- DANCING MARY ダンシング・マリー（2021年11月5日公開、SABU監督） - ジョニー 役
- 異物 -完全版-（2022年1月15日、Vandalism） - コウダイ役
- 灰色の壁 -大宮ノトーリアス-（2022年2月25日、安藤光造監督） - 丸川 役[13]
- MIRRORLIAR FILMS Season3『そこにいようとおもう』（2022年5月6日、林隆行監督）
- 神は見返りを求める（2022年6月24日、吉田恵輔監督） - チョレイ 役[14][15]
- 遠くへ，もっと遠くへ（2022年8月13日、いまおかしんじ監督）[16]
- 人（2022年8月26日、山口龍大朗監督） - 主演・健一 役[17]
- 人間、この劇的なるもの（2022年9月19日、林隆行監督） - 主演[18]
- ジャパニーズ スタイル/Japanese Style（2022年12月23日、アベラヒデノブ監督） - 主演（武田梨奈とのダブル主演）[19][20]
- 海の夜明けから真昼まで（2023年8月4日、林隆行監督） - 主演・ある男 役[21]
- Gメン（2023年8月25日、瑠東東一郎監督） - 八代勇一 役[22]
- シキ（2023年11月24日、山口龍大朗監督） - 主演・灰本葉太 役[23][24]
- サイレントラブ（2024年1月26日、内田英治監督）[25]
- Welcome Back（2025年1月10日、川島直人監督） - 主演・冴木輝彦 役[26]

### テレビドラマ
- 女はそれを許さない 第10話（2014年12月23日、TBS）
- 信長協奏曲 第1話（2014年10月13日、フジテレビ） - 同級生 役
  - 信長協奏曲SP (2016年、フジテレビ)
- REPLAY&DESTROY 第8話（2015年、TBS）
- 忌野清志郎 トランジスタ・ラジオ（2015年、NHK-BS）
- いつかこの恋を思い出してきっと泣いてしまう 第6話・第7話（2016年2月22日・29日、フジテレビ）
- ゴー!ゴー!キッチン戦隊クックルン（2016年、NHK Eテレ） - 坂田 役
- グーグーだって猫である2-good good the fortune cat- 第2話 (2016年、WOWOW)
- 営業部長 吉良奈津子 第4話（2016年8月11日、フジテレビ） - 万里村英輝 役
- お前はまだグンマを知らない（2017年3月7日 - 28日、日本テレビ） - 轟一矢 役
- 100万円の女たち（2017年4月14日 - 6月30日、テレビ東京） - 神田武 役
- 母になる（2017年4月12日 - 6月14日、日本テレビ） - 渡良井鈴生 役
- 僕たちがやりました（2017年7月18日 - 9月19日、関西テレビ ・フジテレビ） - 有原 役
- わにとかげぎす（2017年7月19日 - 9月27日、TBS） - 雨川勇 役
- セトウツミ 第9話・最終話（2017年12月9日・12月23日、テレビ東京） - 時田尚志 役
- マチ工場のオンナ（2017年11月24日 - 12月29日、NHK 総合） - 一ノ瀬翔 役
- スモーキング（2018年、テレビ東京/Netflix） - ヒフミン 役[27]
- 花のち晴れ〜花男 Next Season〜 第7話（2018年5月29日、TBS） - 森口健太 役
- GIVER 復讐の贈与者 第1話・第8話（2018年7月14日・9月1日、テレビ東京） - 伏見廉也 役
- グッド・ドクター 第1話・第3話・第5話（2018年7月12日・26日・8月9日、フジテレビ） - 高山雅也 役
- 健康で文化的な最低限度の生活  第1話 - 第3話（2018年7月17日 - 7月31日、関西テレビ・フジテレビ） - 日下部欣也 役
- 連続テレビ小説『半分、青い。』第147回・153回（2018年、NHK 総合） - 岩堀カツシ 役
- コールドケース2 〜真実の扉〜 第1話（2018年10月13日、WOWOW） - 橋本誠司 役
- 獣になれない私たち 第2話 - 第4話・第6話・第7話（2018年10月17日 - 10月31日・11月14日・21日、日本テレビ） - 筧文彦 役
- 『ドラマ特別企画 西村京太郎サスペンス 「十津川警部シリーズ7」』 浜名湖殺人ルート（2018年12月10日、TBS） - 石塚克郎 役
- ランウェイ24 第4話（2019年8月12日、ABC） - 小野 役
- 左ききのエレン（2019年10月21日 - 12月23日、毎日放送） - 流川俊 役 [28]
  - がんばったで賞なんてないんだから（2019年12月24日、U-NEXT） - 主演・流川俊 役[29]
- 黒蜥蜴-BLACK LIZARD-（2019年12月29日、NHK BSプレミアム） - 雨宮潤一 役
- 山本周五郎ドラマ さぶ（2020年1月11日、NHK BSプレミアム）
- エ・キ・ス・ト・ラ!!!（2020年1月17日 - 3月20日、関西テレビ） - 高城蓮 役[30]
- 黒い画集〜証言〜（2020年5月9日、NHK BSプレミアム） - 石野貞則 役
- アクターズ・ショート・フィルム「そそがれ」（2021年1月23日、WOWOWプライム） - 主演[31][32]
- IP〜サイバー捜査班（2021年7月1日 - 9月16日、テレビ朝日） - 岡林琢也 役[33]
- 必殺仕事人（2022年1月9日、ABCテレビ・テレビ朝日） - 寅之助 役[34]
- ケイ×ヤク-あぶない相棒-（2022年1月13日 - 、読売テレビ・日本テレビ） - 大須匡 役[35]
- WOWOWオリジナルドラマ　椅子 第4話「オモイデ」（2022年6月17日、WOWOW） - 相太 役[36]
- 金田一少年の事件簿 第8話（2022年6月19日、日本テレビ） - 巽龍之介 役[37]
- 東京の雪男（2023年2月4日 - 3月4日、NHK Eテレ）[38]
- かしましめし 第2話 - 第4話（2023年4月17日 - 5月1日、テレビ東京） - 辰也 役[39]
- それってパクリじゃないですか? 第4話（2023年5月3日、日本テレビ） - 南祐樹 役
- ハレーションラブ（2023年8月5日 - 、テレビ朝日） - 槙田柚生 役[40]
- 連続ドラマW-30（WOWOW）
  - にんげんこわい2 第2話・第3話「品川心中（上・下）」（2023年8月18日・25日） - 二郎 役[41]
  - 白暮のクロニクル（2024年） - 紫堂邦明 役[42]
- 大河ドラマ どうする家康 第33回 -（2023年8月27日 - 、NHK） - 真田信幸 役[43]
- 時をかけるな、恋人たち 第3話（2023年10月24日、関西テレビ・フジテレビ） - 永遠 役[44]
- ゼイチョー 第6話 （2023年11月18日、日本テレビ）- 熊川弘三 役
- おかしな刑事最終回! 大千秋楽スペシャル（2024年1月6日、テレビ朝日） - 栗山敬太 役[45][46]
- 婚活1000本ノック 第5話（2024年2月14日、フジテレビ） - ご来光 / 岡崎風馬 役
- 君が獣になる前に（2024年4月6日 - 6月22日、テレビ東京） - ジュンペイ 役[47]
- 飯を喰らひて華と告ぐ 第3話「カツカレー」（2024年7月23日、TOKYO MX） - 慶太 役[48]
- 降り積もれ孤独な死よ 第4話（2024年7月28日、読売テレビ・日本テレビ系）[49] - 犬山修二 役
- 全領域異常解決室 第1話（2024年10月9日、フジテレビ） - 松宮瑠偉 役[50]
- D&D〜医者と刑事の捜査線〜 第1話（2024年10月18日、テレビ東京） - 山木健一 役[51]
- まどか26歳、研修医やってます!（2025年1月14日 - 3月18日、TBS） - 桃木健斗 役[52]
- ホットスポット 第4話（2025年2月2日、日本テレビ） - 安川瑛人 役[53]

### 配信ドラマ
- 配信ボーイ 〜ボクがYouTuberになった理由〜（2018年3月24日、dTV） - 主演・リク 役 [54]
- 乃木坂シネマズ〜STORY of 46〜 第1話（2019年12月25日、フジテレビオンデマンド）
- 湘南純愛組!（2020年2月28日、Amazon Prime Video） - 阿久津淳也 役[55]
- トークサバイバー!（2022年3月8日配信、Netflix） - 学生 役[56]
- A2Z（2023年2月3日、Amazon Prime Video） - 永山翔平 役[57]
- 佑どののジブン探し（2023年5月13日、TELASA） - 亮太 役[58]
- スーパーのカゴの中身が気になる私（2023年7月23日 - 9月30日、中京テレビ）10話 大門 役
- 憑きそい（2023年7月28日 - 、FOD） - ７話 工藤芳人 役
- 地面師たち（2024年7月25日 - 、Netflix） - 楓 役（川井菜摘が入れ込むホスト）[59]
- 警視庁麻薬取締課 MOGURA（2025年1月9日〈予定〉 - 、ABEMA） - Born-D 役[60]

### CM
- Google 編『android VALUE』篇（2014年）
- ソニー・コンピュータエンタテインメント PlayStation 4『GRAVITY DAZE』（2015年）
- avexデジタル『dTV』（2015年）
- 小学館『少年サンデー』（2015年）
- タウンワーク『その経験は味方だ。』（2015年）
- メイベリン ニューヨーク『立体小顔のロマン飛行』（2016年）
- 資生堂『dプログラム』「肌の気持ち」篇
- ソニー・インタラクティブエンタテインメント『PlayStation祭』（2016年）
- 七十七銀行『カードローン』（2016年）
- dヒッツ powered by レコチョクシリーズ『秘めた想い』篇（2017年）
- JapanTaxi「ジャパンタクシーの男」篇（2018年11月 - ） - 吉田鋼太郎・温水洋一・平原テツ・ふるごおり雅浩と共演[61]
- ドクターリセラ「アクアヴィーナス」（2020年）[62]

### ミュージックビデオ
- 蜜「パープルスカイ」（2012年）
- タイプライター&YMG「Let me Know feat AK-69&KOHH」（2015年）
- ぼくのりりっくのぼうよみ「sub/objective (ぼくのりりっくのぼうよみの曲)|sub/objective」（2016年） - S 役[63]
- ぼくのりりっくのぼうよみ「CITI」（2016年） - S 役
- ぼくのりりっくのぼうよみ「sunrise(rebuild)」（2016年） - S 役
- 輪入道「覚悟決めたら」（2016年）
- MAN WITH A MISSION「Dead End in Tokyo」（2017年）
- [ Cigarette Coffee ] 吉村界人 Music Video/歌・作詞　吉村界人/出演　吉村界人　SUMIRE（2018年）[64]
- ちゃんみな「Never Grow Up」（2019年）[65]

### 舞台
- またここか（2018年9月28日 - 10月8日、DDD青山クロスシアター） -坂元裕二作  [66]

### ナレーション
- SHOBUYA CROSSINGS〜若者たちの交差点〜』（2016年、NHK）

### ラジオ
- 吉村界人の瞬間ラジオ（2021年 - 、AuDee）[67]

### その他広告
- 宣伝会議コピーライター養成講座ポスターモデル（2021年春）

## 受賞歴
2018年
- 第10回TAMA映画賞 最優秀新進男優賞（『モリのいる場所』『悪魔』『サラバ静寂』『ビジランテ』）[68]